# Теракты в Чечне 2 июля 2000 года
Террористические акты 2 июля 2000 года — серия атак чеченских боевиков на позиции российских войск в ходе Второй чеченской войны с использованием заминированных грузовиков под управлением террористов-смертников. В результате пяти терактов погибли более 50 военнослужащих.

## Предыстория
29 февраля 2000 года российские федеральные войска взяли Шатой — последний крупный населённый пункт, находившийся в руках боевиков. В тот же день командующий объединённой группировкой федеральных сил генерал-полковник Геннадий Трошев объявил о завершении контртеррористической операции в Чечне. Однако силы боевиков не прекратили сопротивление, перейдя к тактике партизанской войны. Уже 29 февраля — 1 марта в районе Ведено погибла рота 76-й дивизии ВДВ. В течение марта шли затяжные бои за село Комсомольское, оборонявшееся значительными силами боевиков, а в конце месяца у села Жани-Ведено была уничтожена колонна пермского ОМОНа.
К лету ситуация в Чечне несколько стабилизировалась, и крупномасштабные боевые действия уже практически не велись. Но в конце июня у Сержень-Юрта была обнаружена и после нескольких суток интенсивных боёв рассеяна крупная группа боевиков численностью до 200 человек. Одновременно с этим заместитель командующего объединённой федеральной группировкой генерал Владимир Боковиков заявил, что лидер боевиков Аслан Масхадов планирует повторить успешное нападение на основные города Чечни, произведённое во время Первой чеченской войны в августе 1996 года. Впоследствии российскими журналистами и официальными лицами высказывалось мнение, что боевики действительно собирались предпринять попытку штурма Аргуна и Гудермеса, но этим планам помешало уничтожение группировки под Сержень-Юртом. Так или иначе, несмотря на неоднократные угрозы лидеров боевиков, значительных попыток захвата городов в 2000 году после января не было. Вместо этого в воскресенье 2 июля боевики впервые массово применили новую тактику, атаковав позиции федеральных сил с использованием заминированных грузовиков с водителями-смертниками (одиночные случаи подрыва заминированных машин были зафиксированы несколько ранее, в июне).

## Теракты
Хотя достоверных подтверждений тому нет, в правоохранительных органах Чечни звучало предположение, что теракты были местью за поражение под Сержень-Юртом. Связь между этими событиями усматривал и помощник президента России Сергей Ястржембский. В общей сложности было задействовано пять заминированных грузовиков; все атаки были произведены вечером 2-го и в ночь на 3-е июля, во всех случаях грузовики взорвались, хотя только в одном месте (Аргун) число жертв теракта оказалось значительным.

### Урус-Мартан
С утра 2 июля Урус-Мартан был полностью блокирован федеральными силами, в городе проводились специальные мероприятия, связанные с произошедшим здесь ночью нападением на армейскую машину. Несмотря на повышенные меры безопасности, заминированный грузовик доехал до здания военной комендатуры (в котором также размещался отдел внутренних дел) и попытался прорваться через систему внешней защиты здания. Федеральные военнослужащие открыли огонь, машина взорвалась, при этом погибли два солдата (по другой версии, погибло 5 и было ранено 4 сотрудника ОМОН). Водитель грузовика пережил взрыв, но вскоре умер в госпитале. Сразу после теракта, по утверждению федеральной стороны, здание подверглось обстрелу из соседних жилых домов; завязалась перестрелка, к которой вскоре присоединились российские боевые вертолёты. Нападение было отбито. Под перекрёстным огнём погибли не менее двух мирных жителей (по другому источнику — шесть) и ещё 13 человек получили ранения. По иной версии, гражданские лица стали жертвами беспорядочного огня, открытого военнослужащими федеральных сил после теракта; по данным правозащитной организации «Мемориал», в результате огня с вертолётов и бронетехники был частично разрушен ряд жилых домов в западной части города.
Очевидец и участник событий - За неделю до совершаемых актов, по линии спецслужб о них было уже все известно. Через несколько лет после теракта, беседовал с участником из ФСБ, который и рассказал что он лично докладывал о подготовке теракта и возможно бы его предотвратили если бы 28 июня он не получил ранение и его не госпитализировали. Боевики очень хорошо подгадали с местом взрыва - в одном здании располагалась комендантская рота, во втором здании располагался сводный отряд милиции. Расстояние между зданиями было 5 метров. В случае успешного теракта под обломками обоих зданий могли погибнуть не менее 150 человек. Об угрозе теракта комендант района объявил на утреннем разводе. Никаких дополнительных мер усиления не предпринималось. День прошёл как будничный. Машина которая участвовала в теракте, целый день простояла на продовольственном рынке в 300 метрах от комендатуры. Около 17 часов местного времени. Машина от рынка выдвинулась по центральной улице города, которая была не перекрыта и использовалась всеми как основная магистраль проезда через город. Так что движение автомобиля не привлекло никакого внимания. Автомобиль развил скорость (1 важный фактор от того, что теракт полностью не удался). Перед местом подрыва водитель вынужден был сделать поворот на 90 градусов, сбить железные ворота и проехать 15 метров. Автомобиль был грузовой Урал. Кузов автомобиля был полностью заполнен селитрой и детонирующей взрывной основой. Такой массой очень трудно управлять на большегрузном автомобиле даже опытному шоферу, а за рулем сидел смертник инвалид (2 важный фактор, смертник был без одной ноги в протезе и нижняя челюсть его почти сгнила от пулевого ранения). Автомобиль на скорости совершил манёвр поворота, сбил железные ворота, но радиус движения не позволил ему проехать по намеченной траектории и он вынужденно уткнулся в кирпичную стену перед зданием. При совершении манёвра был сбит военнослужащий комендантской роты который нес караульную службу на этом посту. Был произведен подрыв взрывчатого вещества. Счастливый случай не дал сдетанировать всей массе селитры. Но все равно взрыв был ужасен. От автомобиля осталась только кабина с передним шасси. Вся телега была погнута, кузов отсутствовал. Селитрой сильным слоем было засыпано все в радиусе 30 метров. Полипропиленовые мешки от неё висели на всех близлежащих деревьях. Военнослужащий которого сбил автомобиль, остался жив, и не только не получил никаких ранений, но даже не получил контузии. Не повезло другим. Во время теракта рядом с воротами в расположение возвращался караул который вечером должен был заступить в комендатуру. От взрыва и осколков погибли три человека и восемь получили ранения. Водителя смертника взрывом выбросило через лобовое стекло и он подавал ещё признаки жизни. После взрыва по расположениям был открыт шквальный огонь из школьного здания напротив. Местное население спряталось в разные здания. В ходе обороны и отражения нападения, по версии местной газеты "Маршо", было убито 17 человек из мирного населения. Террорист был убит одним из солдатов ломом, который он вогнал ему в горло. Ни одно из многочисленных ведомственных подразделений расположенных в городе не покинуло своих расположений. Только комендантская рота численностью 180 человек вышло на улицы города и приняло участие в боестолкновениях непосредственно на улицах города. Под их прикрытием осуществлялась эвакуация не только их боевых товарищей, но и оказывалась всесторонняя помощь местному населению. С их участием и непосредственным прикрытием (буквально окружали их живым щитом) из зоны обстрела были эвакуировано все гражданское население. Раненым оказывалась всесторонняя медицинская помощь. Благодаря мужеству водителей БТР все они были вовремя доставлены в городскую больницу. Из всего офицерского состава комендатуры её пределы отважились покинуть только ДВА офицера - начальник штаба (с опытом афганской войны) и начальник медицинской службы (в очень сильном алкогольном опьянении). Всю оборону города и взаимодействия подчиненными вел командир комендантской роты. По его приказу были сформированы группы которые взяли под контроль все улицы и мост который вел к центральной площади города на которой располагалась комендатура. Вся дислокация и боевые действия заняли пять часов. По боевой тревоге в воздух над городом были подняты боевые вертолеты, но не сделав ни одного выстрела они вернулись на аэродром..

### Гудермес
В Гудермесе взорвались сразу два грузовика; обе машины были своевременно обнаружены представителями федеральных сил и не добрались до своих целей. Первый был замечен у моста на въезде в город. По машине открыли огонь, и она взорвалась. Погибли водитель и один чеченский милиционер, ещё два милиционера были ранены. Второй грузовик также был обнаружен на северной окраине города, обстрелян и взорвался; погибли водитель и один российский солдат. По некоторым данным, в результате этих взрывов кроме упомянутых представителей федеральных сил погибли 8 мирных жителей. Следует отметить, что при описании этих двух терактов в средствах массовой информации были перепутаны некоторые детали.

### Новогрозненский
В Гудермес должен был прибыть и третий заминированный грузовик, но его остановили южнее посёлка Новогрозненский, после чего водитель направил машину в ворота близлежащей базы внутренних войск. В результате взрыва погибли 3 военнослужащих и не менее 20 получили ранения.

### Аргун
Крупнейший по числу жертв теракт произошёл в Аргуне. Здесь грузовик с мукой пробил шлагбаум, ворота и прорвался к двухэтажному общежитию, которое занимали сотрудники временного отдела внутренних дел — сводный отряд ГУВД Челябинской области. Взрыв был очень сильным (его слышали даже в Гудермесе, расположенном в 25 км от Аргуна), после него в воздух поднялось большое облако пыли и муки. Здание было практически полностью уничтожено, как и ещё одно, стоявшее по соседству. Оба террориста-смертника погибли. Сразу после теракта по развалинам открыли огонь боевики. Последовала продолжительная перестрелка, в которой с федеральной стороны были задействованы боевые вертолёты и бронетехника. Сообщается, что при этом погиб как минимум один мирный житель, ранены более 10 человек, находившихся в здании временного центра размещения беженцев (которое также пострадало). Число жертв среди челябинских млиционеров не совсем ясно. Сразу после прекращения разбора завалов было объявлено о 26 погибших и 81 раненом, но в поимённом списке, опубликованном чуть позже, указаны имена 19 погибших и 3 пропавших без вести милиционеров; год спустя челябинская газета «Лидер» подтвердила число жертв из поимённого списка — 22 человека, но позднее издание «Челябинский рабочий» писало о 24 погибших. Согласно более позднему источнику (2002 год), погибло 45 и был ранен 81 человек, причём в эти цифры входят чеченские милиционеры и работники местной прокуратуры.
Согласно официальной версии во время подрыва смертника 2 июля 2000 года  погибло 23 сотрудника из числа отряда  ГУВД Челябинской области и 1 сотрудник Аргунской межрайонной прокуратуры.

## Последствия и жертвы
4 июля на территории Чечни был введён комендантский час. В ходе ряда «зачисток» было задержано более 50 человек, подозреваемых в причастности к организации терактов.
В связи с жертвами среди челябинских милиционеров 5—6 июля в Челябинской области был объявлен траур.
5 июля в штаб объединённой группировки федеральных сил в Моздоке неожиданно прибыл президент России Владимир Путин, только что вернувшийся из поездки в Таджикистан. Он провёл совещание с руководителями силовых структур, посвящённое положению в Чечне. Путин, в частности, заявил: «Некоторых потерь в Чечне можно было избежать. Для этого требовались дисциплина, ответственность, профессионализм. И от осознания того, что эти потери были необоснованными, становится ещё печальнее...» Также он высказал замечания в адрес министра обороны Игоря Сергеева и министра внутренних дел Владимира Рушайло и подчеркнул, что не допустит «нового Хасавюрта».
В 2002 году следственными органами было объявлено, что теракт против челябинских милиционеров в Аргуне был организован полевым командиром Арби Бараевым и профинансирован Хаттабом.
Итоговые данные о числе погибших и пострадавших в терактах 2 июля противоречивы.
- Помощник президента России Сергей Ястржембский 3 июля сообщил, что погибли 36 и ранены 74 человека[8].
- Телекомпания НТВ 3 июля сообщила о 44 погибших, 1 пропавшем без вести и 120 раненых[8].
- Прокуратура Чечни в Гудермесе заявила о гибели более чем 50 человек[8].
- В 2003 году в различных новостных публикациях, посвящённых теме чеченского терроризма, говорилось о 33 погибших, 84 раненых, 3 пропавших без вести (речь идёт только о российских военнослужащих и милиционерах, о чеченских милиционерах речи не шло)[20][21].